# Австралопітек седіба
Австралопітек седіба (Australopithecus sediba) — вид австралопітеків, відомий за рештками, вік яких оцінюється в 1,78-1,95 млн років (плейстоцен).
Два неповних скелети цього виду були знайдені при розкопках в печері Малапі (Malapa) на території об'єкту Всесвітньої спадщини ЮНЕСКО, відомого як «Колиска людства», у Південній Африці. Один скелет — підлітка чоловічої статі — (голотип), інший — дорослої особини жіночої статі.
На сьогодні знайдено понад 130 фрагментів цих скелетів. Ці знахідки спочатку були описані в двох статтях в журналі «Science» південноафриканським палеоантропологом Лі Бергером і його колегами як новий вид ранніх предків людини.
Там же новий вид було названо Australopithecus sediba («Sediba» означає «джерело», або «колодязь» мовою сото). Відомий антрополог Дональд Джохансон (Donald Johanson) вважає, що кістки А. sediba слід віднести до роду Homo. Після відкриття набагато прогресивнішого виду Homo gautengensis, який жив у Південній Африці одночасно з А. седіба, претендентом на роль прямого предка ранніх Homo став, на думку Даррена Курно, А. гарі, який був знайдений в Ефіопії і датується віком близько 2,5 млн років тому.
Австралопітек седіба, можливо, проживав у савані, але їв фрукти та інші плоди, що росли в лісі. Поведінка — подібна до сучасного шимпанзе. Завдяки особливим умовам, у яких особини виявилися похованими і скам'янілими, вчені змогли відділити залишки рослин (фітолітів) від зубного нальоту
.

## Відкриття
Перший фрагмент скелету австралопітека седіба знайшов дев'ятирічний Метью, син палеоантрополога Лі Бергера, 15 серпня 2008. Перебуваючи біля батька на розкопках Доломітових пагорбів на північ від Йоганнесбурга, у Малапі (Malapa). Метью натрапив на рештки см'янілих кісток. Коли хлопчик показав знахідку батькові, той ледве міг повірити в побачене — ключицю гомініда. Згодом, перевернувши блок каменю, Бергеру із сином відкрилося, що «... стирчить із задньої частини каменю нижня щелепа з зубами, іклами. І я ледь не помер», — так він пізніше розповідав. Рештки, як виявилося, належать молодому самцеві зростом до 4 футів 2 дюймів (1,27 м), чий череп був виявлений в березні 2009 командою Бергера. Громадськості про знахідку оголосили  8 квітня 2010 року.
Також в печері Малапа (Malapa) під час археологічних розкопок знайшли різні скам'янілості тварин, включаючи шаблезубих кішок, мангустів і антилоп. Лі Бергер і геолог Пауль Дірк припустили, що тварини могли потрапити до глибокої ями 100 — 150 футів (30-46 м). Рештки, можливо, знесло в природний басейн із піщаним дном і значною кількістю вапна, що дозволило їм закам'яніти.

## Датування
Палеомагнітний і урано-свинцевий методи датування показали, що вік решток не старший за 2.0 млн р. Наявність видів тварин, які вимерли близько 1.5 млн р., вказує на те, що залишки не молодші за 1.5 млн р. Рештки мають нормальну магнітну полярність, що властиво для періоду між 2.0 і 1,5 млн р.  і стратиграфічної зони в Олдуваї між 1,95 і 1,78 млн р. Відповідно рештки спочатку були датовані періодом до 1,95 млн. Останнє датування шару ґрунту продемонструвало, що це неможливо і нормальна магнітна полярність відкладень ймовірна для часу 3000-річного так званого пре-Олдувайського періоду 1,977 млн р. т.

## Останки знайдені в Південній Африці в Малапа
У 2008 році в карстовій печері на глибині декількох десятків метрів було виявлено два зруйновані скелети (дорослої самки і підлітка) і окремі кістки третього (немовляти). За цими знахідками в 2010 році описано новий вид. Слово "sediba" місцевою африканською мовою сесото означає «джерело».  Цікаво, що знахідка останків Australopithecus sediba зроблена з використанням популярного сервісу Google Earth, що дозволив виявити місцезнаходження численних карстових печер в Південній Африці.
Неповний скелет: підліток близько 13 років (близько 40% скелета, включаючи череп і нижню щелепу).  Лобова кістка похила. Надбрівний валик потужний, сильно вигнутий у вигляді двох дуг, сильно виступає вперед. Тім'яні кістки в поперечному напрямку сильно опуклі, є виражені тім'яні горби. Об'єм мозку маленький — близько 420 см³. Показовим є сильне звуження лобових кісток і помітне сплюснутість їх зверху. Разом із тим так званий "лобовий дзьоб" — виступання вниз центральної частини лобових кісток — дещо менший, ніж у австралопітеків, і набагато менший, ніж у мавп. Зовсім прогресивно виглядає глибока скронева ямка між лобовою і скроневою зонами, відсутня у мавп і багатьох австралопітеків. Незважаючи на те, що за абсолютними розмірами і найпростіших пропорціях мозок Малапа 1 уподібнюється до мозку шимпанзе, багатовимірний аналіз головних компонентів форми надочної області лобової частини помістив Малапі 1 на край розподілу сучасних людей. Як особливо прогресивну ознаку відзначено зсув назад нюхових цибулин.  Кут щелепи зрізаний у підлітка, округлий у дорослого. Висхідна гілка дуже висока, слабо нахилена назад, її ширина зменшується догори, що є примітивною ознакою. Вінцевий відросток масивний, високий, нижньощелепний виріз глибокий, симетричної форми. Зуби не надто великі. Верхній кінець ліктьової кістки закинутий назад. Поздовжній валик на блоковидному вирізі виражений слабко. Міжкістковий гребінь розвинений слабко. Місце прикріплення м'яза згинача пальців на вінцевому відростку має форму гребеня, як у австралопітеків, а не горбка, як у H. erectus. Гребінь супінатора розвинений помірно, проміжно між слабким варіантом у австралопітеків і сильним - у H. erectus. Зріст невеликий, близько 1,1-1,2 м.

## Докладний аналіз знахідок з Малапі (весна 2013)
Незважаючи на те, що з моменту відкриття скелетів минуло вже кілька років, робота над їх вивченням триває. У новому випуску журналу Science шостій центральних статей присвячені опису нижньої щелепи, зубів, хребта, грудної клітки, рук і ніг Australopithecus sediba. Найголовнішим висновком детального вивчення анатомії істот з Малапі став той, що їх ознаки розподілені вкрай мозаїчно. Прогресивність в одній деталі компенсується архаїзмом в іншій. Порівняння A. sediba з A. africanus і A. afarensis показує, що вкрай важко по одному з фрагментів передбачити рівень просунутості якого-небудь іншого. Закономірно, що з переважної більшості рис A. sediba схожий на A. africanus, а не на східноафриканських австралопітеків. Це, з одного боку, логічно біогеографічному, з іншого — свідчить про паралельну гомінізацію на півдні і сході Африки. Йшов Чи процес олюднення південноафриканських австралопітеків абсолютно незалежно, або ж вони «по дорозі» періодично змішувалися з північними кузенами — неясно. Враховуючи географію Африки, другий варіант видається більш імовірним. Мабуть, з грацильность австралопітекамі і «ранніми Homo» склалася приблизно така ж ситуація, яка існує з нинішніми павіанами: крайні форми чітко відрізняються, але в проміжках є перехідні форми, а всі вони цілком можуть схрещуватися.

## Зуби
Автори дослідження зубів на підставі величезної кількості описових ознак (22 риси) прийшли до висновку, що A. sediba, що входить в один кластер з A. africanus, ближче до H. habilis і пізнішим гоминидам, ніж A. afarensis, який об'єднується з масивними австралопітеками. Ніби як A. africanus і не занадто родственен A. afarensis'у. З цього випливає логічний висновок, що Східна Африка як би стояла осторонь від прогресу, тоді як у Південній він вирував по повній.

## Раціон харчування
Вивчаючи мікроструктуру емалі зубів, можна з'ясувати деякі особливості їжі, що вживається гомінідом незадовго до смерті. Аналіз мікроструктури зубної емалі ранніх гомінідів показав, що харчування африканського і афарского австралопітеків, а також Paranthropus boisei було досить монотонним — на відміну від набагато більш різноманітного раціону Homo erectus і Paranthropus robustus. Треба сказати, що кора і деревина досі не зустрічалися в раціоні гомінідів, хоча й поїдаються багатьма сучасними приматами. Судячи з того, що навіть у невеликій вибірці фітолітів знайдено так багато всього, раціон седіба був дуже різноманітним. Судячи з мікротруктуре емалі, седіба вживали в їжу тверді продукти, що раніше не зустрічалося у австралопітекових (крім Робустус). Цим вони відрізняються, до речі, і від Australopithecus africanus, прямими нащадками якого, імовірно, є. За даними ізотопного аналізу, гомініди з Малапі харчувалися рослинами лісів, подібно до сучасних Сава шимпанзе. Різноманітність фітолітів говорить про «строкатості» раціону, в який, принаймні до деяких сезони, входила кора або деревина. Серед раніх африканських гомінідів A.sediba найбільше схожий на ардіпітеков (правда, про мікроструктуру емалі і зубний камінь ардіпітеков нічого не відомо...)
Судячи з усього, Австралопитек седіба мешкав в змішаній лісисто-трав'янистої місцевості (щось на кшталт «пріпойменного лісу»).  Це узгоджується з особливостями посткраніального скелета седіба, який зберіг деякі деревні адаптації. Ймовірно, наш австралопітек іноді забирався на дерева, щоб поласувати листям і плодами.  Автори намагаються витягти з отриманої інформації відомості і про інші аспекти поведінки гомінід з Малапі. Раз седіба харчувалися «дарами лісу», мешкаючи в змішаній місцевості - то, як і Сава шимпанзе, для добування ласих плодів їм потрібна була значна територія.
У популярному матеріалі на сайті журналу Science один з авторів дослідження, палеоантрополог Метт Спонхаймер (Matt Sponheimer) висловлює припущення: якщо седіба годувалися в лісі, то розмір їх груп повинен бути менше, ніж у інших гомінідів, тому в лісі ризик нападу хижака не так великий, як у савані.